# Товарищество Никольской мануфактуры
Това́рищество Нико́льской мануфакту́ры «Са́ввы Моро́зова сын и К» — одна из самых успешных в предпринимательском плане фирм царской России, созданная Тимофеем Саввичем Морозовым в 1873 году на основе заведений, принадлежавших одноимённому торговому дому (с 1860 по 1871 год — торговый дом «Савва Морозов с сыновьями»).

## История создания фирмы
Савва Васильевич Морозов, основатель известной династии купцов-промышленников, в 1830 году закончил строительство в Московской губернии на р. Клязьме товароотделочной фабрики с ручным ткачеством, которая в будущем станет основой знаменитой Никольской мануфактурой. В 1844 году была запущена суконная фабрика, которая разместилась в четырёх фабричных корпусах.
24 ноября 1860 года был заключен письменный договор, по которому учреждался торговый дом «Савва Морозов с сыновьями». В 1871 году, после раздела имущества с наследниками Абрама Саввича Морозова, Тимофей Саввич переименовал семейную фирму в торговый дом «Саввы Морозова и К°».
20 июля 1873 года был утверждён Устав товарищества Никольской мануфактуры «Саввы Морозова сын и К°». В число его учредителей вошли: супруга Тимофея Саввича Мария Федоровна, Ф. Ф. Пантелеев, М. И. Дианов, С. П. Прокофьев и Н. П. Рогожин.

## Хозяйственная деятельность
В 1882 году между Тимофеем Морозовым и его племянником Викулой Морозовым случился конфликт из-за того, что Викула Морозов создавал Товарищество с названием, подобным к уже существующему «Товариществу Никольской мануфактуры Саввы Морозова сын и Ко». Тимофей Морозов считал, что создаваемое «Товарищество Никольской мануфактуры Викула Морозова с сыновьями» будет создавать конкуренцию и нанесет ущерб его фирме, а постоянные клиенты могут быть введены в заблуждение. Но власти разрешили использовать Викуле официально это название.
Сын Тимофея Морозова, Савва Тимофеевич Морозов, родился 15 февраля 1862 года (3 февраля по старому стилю) в селе Зуево Богородского узда Московской губернии. В 1885 году он стал выпускником отделения естественных наук физико-математического факультета Московского университета. В период 1885—1887 годах учился в Кембриджском университете, одновременно изучал организацию текстильного производства. Вернувшись в Россию, он стал директором-распорядителем и членом правления Товарищества Никольской мануфактуры «Саввы Морозова сын и К°». В мануфактуру входило 6 основных предприятий и некоторые вспомогательные. Савва Тимофеевич Морозов инициировал основание турбинной электростанции. Работами руководил Леонид Красин. На предприятиях была проведена модернизация, устаревшее фабричное оборудование было заменено на более новые станки из Англии.
Товарищество Никольской мануфактуры Морозова было постоянно растущим предприятием. Несмотря на то, что уставный капитал в течение тридцати лет оставался неизменным (5 млн рублей), шло постоянное наращивание резервных фондов. К 1903 году на счету запасного капитала числилась сумма 6,8 млн руб. Это позволило Правлению в начале XX века увеличить размеры паевого капитала. В 1907 г. паевой капитал Товарищества составил 15 млн рублей
С ростом основных средств фирмы происходило постоянное увеличение оборотного капитала. С 1873 по 1914 гг. среднегодовые темпы прироста составили 4,98 %. Скорость оборота в разные годы составляла от 1 до 2,5. В начале XX в. Никольская мануфактура по показателю «чистая прибыль на паевой капитал» лидировала в списке текстильных предприятий Центрально-промышленного района. В 1903 г. Министерство финансов России поставило Никольскую мануфактуру на одно из первых мест в ряду наиболее доходных русских акционерных компаний.
Кредиторами предприятия были сами Морозовы: как только дети Тимофея Саввича и Марии Федоровны подрастали, они тут же получали паи Никольской мануфактуры и становились её кредиторами.
Товарищество никогда не практиковало долгосрочные займы по торговым сделкам. Все обязательства компании носили краткосрочный характер и служили для обеспечения текущих коммерческих потребностей, например, для оптовых закупок хлопка.
Чистая прибыль предприятия распределялась следующим образом: 20 % дохода ежегодно отчислялось в запасной капитал, 10 % — на паевой капитал. Если оставался излишек, то выплачивался дивиденд пайщикам в размере 10 % на основной капитал. Оставшуюся сумму распределяли на благотворительные нужды (10 %), на вознаграждение членам Правления (15 %) и 60 % присоединялось к дополнительному дивиденду по паям. За 43 года своего существования Товарищество получило чистой прибыли более 101 млн руб., пайщикам было выдано 42,8 млн руб.. 

## Фабричные производства
Многие морозовские фабрики располагаются в Орехово-Зуево.